# لابرهورن
لابرهورن (به فرانسوی: Lauberhorn)، کوهی در کوه‌های آلپ برنی سوئیس است که بین ونگن و گریندلوالد در شمال کلین شیدگ قرار دارد. ارتفاع این کوه از سطح دریا ۲٬۴۷۲ متر (۸٬۱۱۰ فوت) است.
مسابقات اسکی لابرهورن (شامل: اسکی سرعت، اسکی مارپیچ کوچک و اسکی سوپر ترکیبی) یکی از بزرگترین رویدادهای ورزشی زمستانی در جهان است که هر سال حدود ۳۰ هزار تماشاگر را جذب می‌کند.